# Golden Axe
Golden Axe je počítačová hra – arkáda vydaná v roce 1989 firmou Sega. Byla to první hra této série. Makoto Učida byl hlavní vývojář této hry a nesl rovněž odpovědnost za vytvoření Altered Beast. Golden Axe byla nejdůležitější arkáda roku 1989. Bylo vytvořeno mnoho portací této hry a to nejčastěji pro Mega Drive/Genesis a Sega Master System.

## Příběh
Lord Death Adder vtrhl do země Yuria, kde zajal krále a jeho dceru v jejich hradě. Ukořistil také legendární Zlatou sekeru, kterou hodlá zničit, pokud ho lidé nekorunují jako vládce země. Tři válečníci, jejichž rodiče zabil Death Adder se ho vydávají zabít přes jeho armádu nemrtvých žoldáků. Bojovník Axe Battler je svalnatý barbar s dlouhým mečem. Tyris Flare je bojovnice s kratším mečem, ale silnějším kouzlem. Gilius Thunderhead je trpaslík vyzbrojený dvojitou sekerou s největším dosahem, ale se slabšími kouzelnými schopnostmi. 
Bojovnící osvobozují vesnici Turtle Village, která jak se ukáže, leží na krunýři obří želvy, ta vezme postavy přes moře a ty poté na hřbetě obřího orla odletí do samotného hradu, kde se utkají s Death Adderem. Pro PC Engine vyšel roce 1990 port v japonštině s kvalitnější hudbou a animovanými scénami.
Ve druhém díle znovu bojují stejní válečníci proti novému klanu žoldáků lorda Dark Gulda, který opět ukradl legendární Zlatou sekeru. Ve třetím díle se čtyři bojovníci: Kain Grinder (podobný Axe Battlerovi), Sarah Burn (podobná Tyris Flare), obr Proud Cragger a černý panter Chronos "Evil" Rait vydávají porazit prince temnot Damuda Hellstrika, který znovu ukradl Zlatou sekeru.
V Golden Axe: Beast Rider je hlavní hrdinkou amazonská válečnice Tyris Flare ze sekty uctívačů draků z ostrova Axir, která se vydává zastavit Death Addera s jeho armádou, jenž se snaží získat sílu starověkého Dračího Titána.

## Hry série
- Golden Axe – 1989:  Mega Drive, Master System, Amiga, Atari ST, Amstrad CPC, Commodore 64, DOS, PC-Engine, ZX Spectrum
  - Golden Axe: The Revenge of Death Adder – 1992: jen videoherní automaty
- Golden Axe II – 1991: Mega Drive
- Golden Axe III – 1993: Mega Drive
- Golden Axe: Beast Rider – 2008: PlayStation 3, Xbox 360